# Michael McGovern
Michael McGovern (Enniskillen, 12 luglio 1984) è un ex calciatore nordirlandese, di ruolo portiere.

## Nazionale
Viene convocato per gli Europei 2016 in Francia.

## Palmarès

### Club

#### Competizioni nazionali
- Coppa di Scozia: 2

Celtic: 2003-2004, 2006-2007
- Scottish Challenge Cup: 2

Ross County: 2010-2011
Falkirk: 2011-2012
- Football League Championship: 2

Norwich City: 2018-2019, 2020-2021